# Kyrie Irving
Kyrie Andrew Irving (* 23. März 1992 in Melbourne, Victoria, Australien) ist ein US-amerikanischer Basketballspieler, der seit 2023 bei den Dallas Mavericks in der NBA unter Vertrag steht.
Irving wurde von den Cleveland Cavaliers an erster Stelle des NBA-Drafts 2011 gedraftet und wurde im selben Jahr zum Rookie of the Year gewählt. Mit den Cavs gewann er im Jahr 2016 seinen ersten NBA-Titel und wurde unter anderem viermal All-Star sowie einmal in das All-NBA-Team gewählt. Als Spieler des Team USA gewann Irving außerdem im Jahr 2014 die Weltmeisterschaft in Spanien und 2016 die Goldmedaille bei den Olympischen Spielen in Rio.

## Kindheit und High School

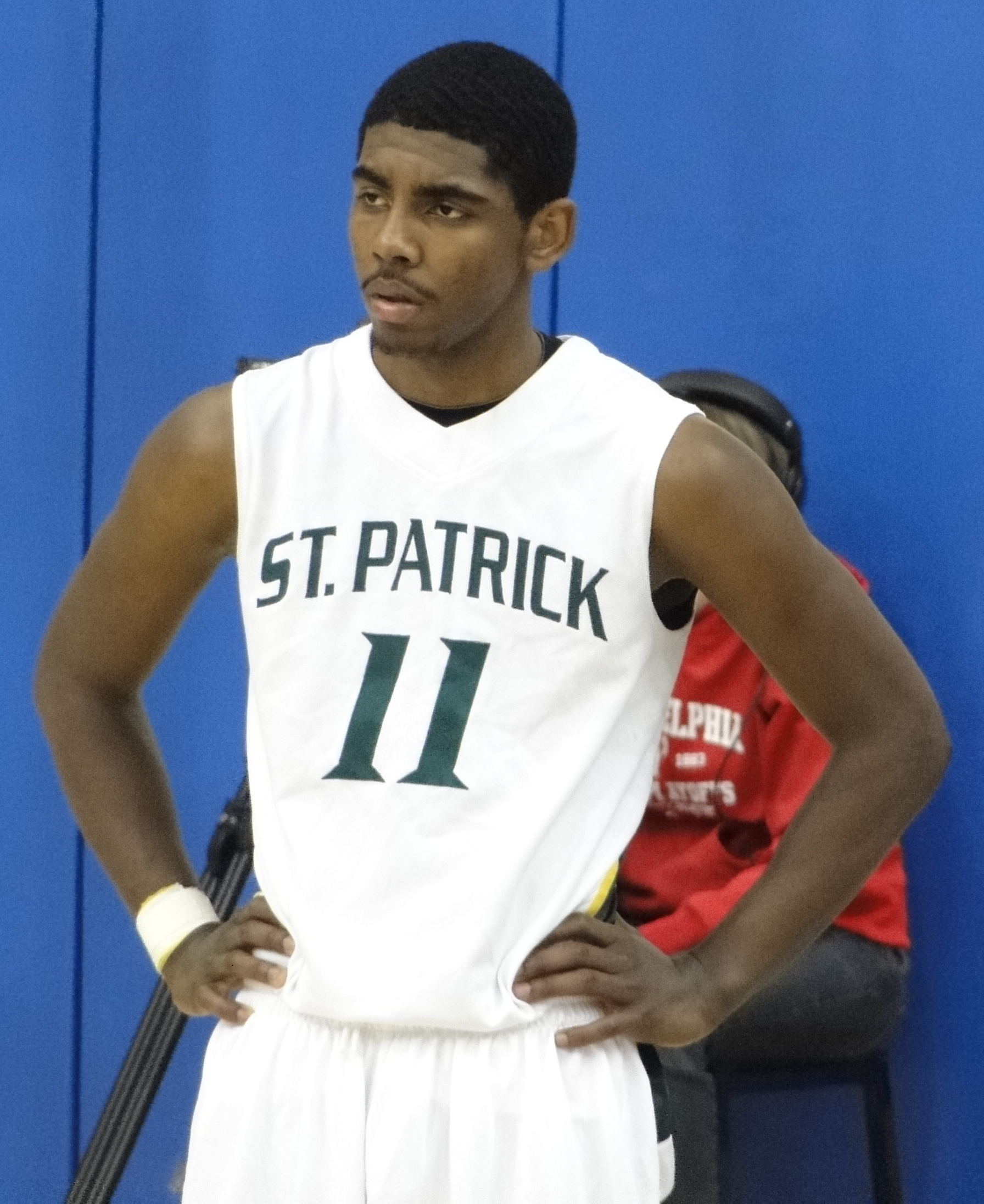
Irving während seiner Highschool-Zeit

Kyrie Irving wurde als Sohn afroamerikanischer Eltern in Melbourne im australischen Bundesstaat Victoria geboren. Er besitzt sowohl die US-amerikanische als auch die australische Staatsbürgerschaft. Sein Vater Drederick spielte Basketball an der Boston University in den USA und später professionell in Australien. Irvings Patenonkel ist der ehemalige NBA-Spieler Rod Strickland. Im Alter von zwei Jahren kehrte Kyrie Irving mit seiner Familie in die USA zurück, wo sie sich in West Orange im Bundesstaat New Jersey niederließen. Als Irving vier Jahre alt war, starb seine Mutter, sodass sein Vater ihn und seine beiden Schwestern alleine großziehen musste.
An der St. Patrick High School in New Jersey entwickelte sich Irving zum großen Basketball-Talent. Er nahm an den renommierten Spielen der Nike Hoop Summit, McDonald All-American Game und Jordan Brand Classic teil. Beim letzteren wurde Irving gemeinsam mit Harrison Barnes zum besten Spieler (MVP) ernannt. Ebenso nahm er an der U18-Basketball-Amerikameisterschaft 2010 teil und gewann mit den USA die Goldmedaille. Irving galt schon vor seinem ersten Collegespiel als künftiger NBA-Spieler und wurde auf sämtlichen Scoutlisten unter den Top-5-Spielern des Landes geführt.

## College
Irving spielte in der Saison 2010/11 für die Duke University unter Trainer Mike Krzyzewski. Wegen einer Zehenverletzung am rechten Fuß bestritt er lediglich elf Spiele. Mit Duke schied er beim NCAA-Division-I-Basketball-Championship-Turnier in der Runde der besten 16 Mannschaften (Sweet Sixteen) gegen die University of Arizona aus. Irving erzielte dabei 28 Punkte.
In seinem ersten und einzigen Jahr für die Blue Devils erreichte er in elf Spielen durchschnittlich 17,5 Punkte, 4,3 Assists, 3,4 Rebounds sowie 1,5 Steals pro Einsatz. Für diese Leistung wurde er als NCAA Freshman of the Year ausgezeichnet.

## NBA

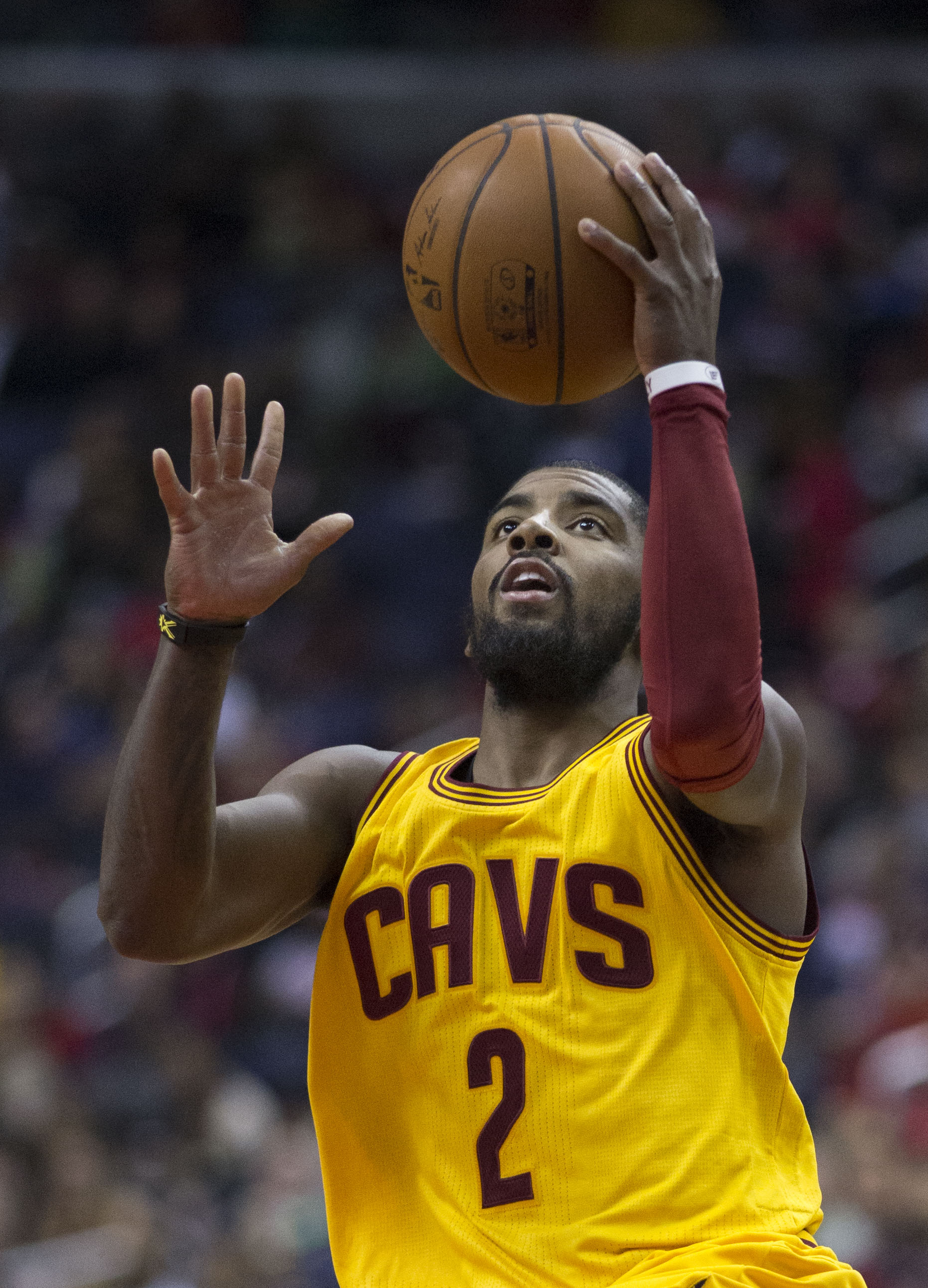
Irving im November 2014

### Cleveland Cavaliers (2011 bis 2017)
Aufgrund eines Tausches zwischen den Cleveland Cavaliers und Los Angeles Clippers während der Saison erhielten die Cavaliers das Auswahlrecht der Clippers für den NBA-Draft. Mit einer Wahrscheinlichkeit von 2,8 %, den ersten Pick in der Draftlotterie zu gewinnen, erhielten die Cavaliers das erste Auswahlrecht.
Irving wurde an erster Stelle durch die Cavaliers ausgewählt. Einige Minuten später wählte man mit Tristan Thompson ein weiteres Talent an vierter Stelle.
Am 26. Dezember 2011 absolvierte Irving sein erstes Saisonspiel für die Cavaliers. Bei der 96:104-Niederlage gegen die Toronto Raptors kam er auf 6 Punkte und 7 Assists. Bereits zwei Tage später konnte Irving 14 Punkte und 7 Assists zum ersten Saisonsieg der Cavaliers gegen die Detroit Pistons beisteuern. Am 27. Januar erzielte er mit 32 Punkten bei der Niederlage gegen die New Jersey Nets einen neuen Karrierebestwert.
In der Rising Stars Challenge des NBA All-Star Weekends 2012 trat Irving für das Team Chuck an. Er führte die Mannschaft mit 34 Punkten zum Sieg und gewann die Auszeichnung des MVP des Spiels.
Am Ende der Hauptrunde, in der er 18,5 Punkte, 3,7 Rebounds und 6,4 Assists pro Spiel erzielte, wurde er zum NBA Rookie des Jahres gewählt.
Während der Saison 2012/13 stellte Irving mit 41 Punkten gegen die New York Knicks am 15. Dezember 2012 einen neuen Karrierebestwert auf. Gleiches gelang ihm mit 5 Steals am 11. Januar 2013 gegen die Denver Nuggets. In dieser Saison wurde er erstmals zum NBA All-Star gewählt, im Rahmenprogramm des All-Star Game 2013 gewann er darüber hinaus den Dreipunktewettbewerb. 2014 wurde er als Starter in das NBA All-Star Game berufen. Irving wurde mit 31 Punkten und 14 Assists beim Sieg seiner East All-Stars über die West All-Stars, zum MVP des All-Star Game ernannt.
Am 10. Juli 2014 verlängerte Irving seinen Vertrag mit Cleveland, der ihm in fünf Jahren 90 Millionen US-Dollar zusicherte. Die Cavs verstärkten sich über den Sommer mit den Stars LeBron James und Kevin Love. Am 28. Januar 2015 gelangen Irving beim Sieg der Cavaliers über die Portland Trail Blazers eine neue Karrierebestmarke (55 Punkte). Er traf dabei elf Dreipunktwürfe, womit er einen neuen Rekord für die Cavaliers aufstellte. Irving wurde in der Saison 2014/15 zum dritten Mal in das All-Star Game berufen. Am 12. März 2015 gelangen Irving beim Sieg der Cavs nach Verlängerung gegen die San Antonio Spurs 57 Punkte mit sieben von sieben verwandelten Würfen von der Dreipunktelinie. Damit überbot Irving den von LeBron James aufgestellten Mannschaftsrekord von 56 Punkten vom 3. März 2005. Irving erreichte mit den Cavaliers 2015 das NBA-Finale. Er zog sich jedoch im ersten Endspiel eine schwere Knieverletzung zu und fiel mehrere Monate aus. Ohne Irving verloren die Cavaliers die Finalserie gegen die Golden State Warriors mit 2:4.
Zu Saisonbeginn 2015/16 setzte Irving aufgrund seiner Knieverletzung aus. Er kehrte am 20. Dezember 2015 zurück und erzielte bei seinem Saisondebüt 12 Punkte in 17 Minuten beim Sieg über die Philadelphia 76ers. In diesem Jahr wurde er nicht in die All-Star-Auswahl gewählt. Mit den Cavaliers errang er jedoch zum Saisonende die beste Bilanz in der Eastern Conference, erreichte das NBA-Finale und gewann an der Seite von LeBron James seine erste NBA-Meisterschaft. Im darauffolgenden Jahr erreichten die Cavs erneut das Finale, wo man jedoch wie schon 2015 den Golden State Warriors unterlag.

### Boston Celtics (2017 bis 2019)

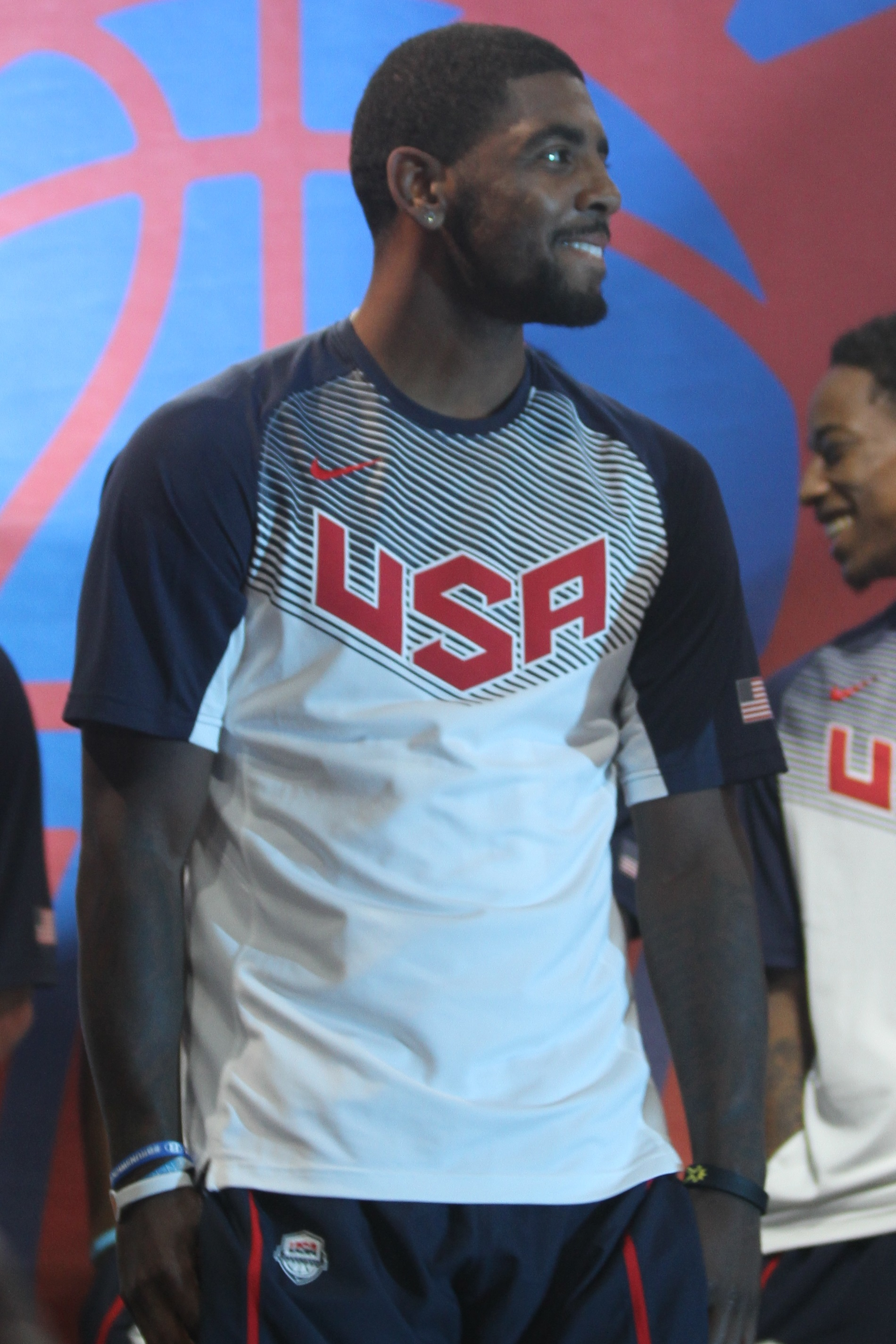
Irving mit der Nationalmannschaft

Am 23. August 2017 wechselte Irving im Austausch für Isaiah Thomas, Jae Crowder, Ante Žižić und ein Erstrundenauswahlrecht für den Draft 2018 zu den Boston Celtics.
Bei seinem Debüt für Boston am 17. Oktober 2017 gegen die Cleveland Cavaliers erzielte er 22 Punkte und verbuchte 10 Assist. In seinen ersten elf Spielen für die Boston Celtics erzielte er insgesamt 245 Punkte. Damit kam er auf mehr Punkte in den ersten elf Spielen als jeder Spieler der Celtics zuvor. Im März 2018 musste er sich einer Knie-Operation unterziehen, wodurch er nicht nur den Rest der Hauptrunde, sondern auch die Playoffs verpasste. Am 16. Januar 2019 erreichte Irving mit 18 Assists gegen die Toronto Raptors einen neuen Karrierebestwert in dieser Kategorie.

### Brooklyn Nets (2019 bis 2023)
Anfang Juli 2019 gab Irving seinen Entschluss bekannt, ebenso wie Kevin Durant und DeAndre Jordan zu den Brooklyn Nets wechseln zu wollen. Medienberichten zufolge einigte sich Irving mit Brooklyn auf einen Vierjahresvertrag.
Zum Beginn der NBA-Saison 2021/2022 wurde bekannt, dass Irving sich nicht gegen Covid-19 impfen ließ. Aufgrund der derzeitigen Regelungen in New York konnte Irving daher nicht bei Heimspielen der Nets und ihren Auswärtsspielen bei den New York Knicks eingesetzt werden. Die Nets verzichteten daher zunächst komplett auf den Einsatz Irvings. Im Dezember 2021 teilten die Nets mit, dass sie Irving bei Spielen in US-Bundesstaaten einsetzen wollen, in denen dies möglich ist.

### Dallas Mavericks (seit 2023)
Kurz vor Ende der Trade Deadline der Saison 2022/23 bat Irving darum, getauscht zu werden. Er wechselte daraufhin am 6. Februar 2023 gemeinsam mit Markieff Morris zu den Dallas Mavericks. Die Brooklyn Nets bekamen im Gegenzug Spencer Dinwiddie, Dorian Finney-Smith, ein Erstrundenauswahlrecht für den Draft 2029 und die Zweitrundenpicks der Jahre 2027 und 2029.
In der Saison 2023/2024 zog er mit seinem Team in die NBA Finals ein, unterlag dort jedoch den Boston Celtics in fünf Spielen.
Am 4. März 2025 riss sich Irving das vordere Kreuzband im linken Knie bei der 122:98-Niederlage gegen die Sacramento Kings.

## Nationalmannschaft
Obwohl Irving auch für Australien spielberechtigt gewesen wäre, entschied er sich früh, für die Vereinigten Staaten aufzulaufen. Mit der US-Auswahl wurde Irving im September 2014 Basketball-Weltmeister. Im Finale besiegten die USA die Nationalmannschaft Serbiens mit 129:92, Irving war mit 26 Punkten bester Scorer der Partie. Zudem wurde er zum wertvollsten Spieler des Turniers (MVP) gewählt. Nachdem er 2024 nicht im Team USA bei den Olympischen Spielen in Paris dabei war, erwägte Kyrie in Zukunft für Australien zu spielen, doch erlauben das die FIBA Regeln nicht, da er bereits als Erwachsener für eine andere Nation gespielt hat.

## NBA-Statistiken

### Reguläre Saison
| Saison   | Team              | GP  | GS  | MPG  | FG % | 3P % | FT % | RPG | APG | SPG | BPG | PPG  |
| -------- | ----------------- | --- | --- | ---- | ---- | ---- | ---- | --- | --- | --- | --- | ---- |
| 2011–12  | Cleveland         | 51  | 51  | 30.5 | .469 | .399 | .872 | 3.7 | 5.4 | 1.1 | 0.4 | 18.5 |
| 2012–13  | Cleveland         | 59  | 59  | 34.7 | .452 | .391 | .855 | 3.7 | 5.9 | 1.5 | 0.4 | 22.5 |
| 2013–14  | Cleveland         | 71  | 71  | 35.2 | .430 | .358 | .861 | 3.6 | 6.1 | 1.5 | 0.3 | 20.8 |
| 2014–15  | Cleveland         | 75  | 75  | 36.4 | .468 | .415 | .863 | 3.2 | 5.2 | 1.5 | 0.3 | 21.7 |
| 2015–16  | Cleveland         | 53  | 53  | 31.5 | .448 | .321 | .885 | 3.0 | 4.7 | 1.1 | 0.3 | 19.6 |
| 2016–17  | Cleveland         | 72  | 72  | 35.2 | .473 | .401 | .905 | 3.2 | 5.8 | 1.2 | 0.3 | 25.2 |
| 2017–18  | Boston            | 60  | 60  | 32.2 | .491 | .408 | .889 | 3.8 | 5.1 | 1.1 | 0.3 | 24.4 |
| 2018–19  | Boston            | 67  | 67  | 33.0 | .487 | .401 | .873 | 5.0 | 6.9 | 1.5 | 0.5 | 23.8 |
| 2019–20  | Brooklyn          | 20  | 20  | 32.9 | .478 | .394 | .922 | 5.2 | 6.4 | 1.4 | 0.5 | 27.4 |
| 2020–21  | Brooklyn          | 54  | 54  | 34.9 | .506 | .402 | .922 | 4.8 | 6.0 | 1.4 | 0.7 | 26.9 |
| 2021–22  | Brooklyn          | 29  | 29  | 37.6 | .469 | .418 | .915 | 4.4 | 5.8 | 1.4 | 0.6 | 27.4 |
| 2022–23  | Brooklyn / Dallas | 60  | 60  | 37.3 | .494 | .379 | .905 | 5.1 | 5.1 | 1.1 | 0.8 | 27.1 |
| Gesamt   | Gesamt            | 671 | 671 | 34.3 | .472 | .391 | .885 | 3.9 | 5.7 | 1.3 | 0.4 | 23.4 |
| All-Star | All-Star          | 8   | 6   | 26.6 | .602 | .449 | .750 | 6.0 | 9.9 | 0.9 | 0.1 | 20.1 |

### Playoffs
| Saison  | Team      | GP | GS | MPG  | FG % | 3P % | FT %  | RPG | APG | SPG | BPG | PPG  |
| ------- | --------- | -- | -- | ---- | ---- | ---- | ----- | --- | --- | --- | --- | ---- |
| 2014–15 | Cleveland | 13 | 13 | 35.7 | .438 | .450 | .841  | 3.6 | 3.8 | 1.3 | 0.8 | 19.0 |
| 2015–16 | Cleveland | 21 | 21 | 36.8 | .475 | .440 | .875  | 3.0 | 4.7 | 1.7 | 0.6 | 25.2 |
| 2016–17 | Cleveland | 18 | 18 | 36.3 | .468 | .373 | .905  | 2.8 | 5.3 | 1.3 | 0.4 | 25.9 |
| 2018–19 | Boston    | 9  | 9  | 36.7 | .385 | .310 | .900  | 4.3 | 7.0 | 1.4 | 0.4 | 21.3 |
| 2020–21 | Brooklyn  | 9  | 9  | 36.1 | .472 | .369 | .929  | 5.8 | 3.4 | 1.0 | 0.6 | 22.7 |
| 2021–22 | Brooklyn  | 4  | 4  | 42.6 | .444 | .381 | 1.000 | 5.3 | 5.3 | 1.8 | 1.3 | 21.3 |
| Gesamt  | Gesamt    | 74 | 74 | 36.7 | .455 | .393 | .891  | 3.7 | 4.8 | 1.4 | 0.6 | 23.3 |

Quelle

## Erfolge und Auszeichnungen
- NBA Champion: 2016
- 9× NBA All-Star: 2013, 2014, 2015, 2017, 2018, 2019, 2021, 2023 (Starting Five), 2025
  - 1× All-Star-Game MVP: 2014
  - NBA All-Star Weekend Three-Point Shootout Champion 2013
- 1× All-NBA Second Team: 2019
  - 2× All-NBA Third Team: 2015, 2021
- NBA Rookie of the Year: 2012
- NBA All-Rookie First Team: 2012
  - MVP der Rising Stars Challenge 2012

- Goldmedaille bei den Olympischen Spielen 2016, Team USA
- Weltmeister 2014 in Spanien, Team USA
  - MVP bei der Weltmeisterschaft 2014
- USA Basketball Male Athlete of the Year: 2014

## Verschwörungstheorien
Irving hat in seiner Karriere immer wieder Verschwörungstheorien verbreitet.
So meinte er 2017, die Erde sei eine Scheibe. Er entschuldigte sich nach öffentlichem Druck 2018 dafür, ohne jedoch anzugeben, ob er noch an seinem Glauben festhielt oder seinen Irrtum eingesehen hat.
Er vertrat verschiedentlich auch die Ansicht, dass John F. Kennedy ermordet worden sei, weil er plante, das Bankenkartell zu beendigen und der amerikanische Geheimdienst CIA versucht habe, den Musiker Bob Marley zu ermorden. Zudem weigerte er sich vor Beginn der Saison 2021/22, sich mit einem COVID-19-Impfstoff impfen zu lassen. Als Begründung verbreitete er die These eines Verschwörungstheoretikers auf Instagram, dass Geheimgesellschaften die COVID-19-Impfstoff verabreichen würden, da sie die Schwarzen so mit einem Zentralrechner verbinden wollen, um einen Plan Satans umzusetzen.
Im September 2022 postete er Inhalte des rechtsextremen Verschwörungstheoretikers Alex Jones, in dem dieser eine Verschwörungstheorie äußerte, dass Staaten eine Neue Weltordnung etablieren wollen, indem sie absichtlich virale Krankheiten in Umlauf bringen.
Einen Monat später promotete Irving bei Twitter ein Buch und einen Film mit antisemitischen Inhalten, der den Holocaust leugnet und aus Adolf Hitlers Mein Kampf zitiert. Danach wurden von verschiedenen Seiten Forderungen nach einer Sperre laut. Irving verteidigte sein Handeln und äußerte, er habe das Recht, alles zu posten, woran immer er auch glaube. Auf die Frage, ob er ein Antisemit sei, verweigerte er eine direkte Antwort. Nachdem er auf diesbezügliche Nachrichten seines Teambesitzers nicht reagiert hatte, wurde er vom Team für mindestens fünf Spiele ohne Bezahlung gesperrt.
Nike beendete die Zusammenarbeit mit Irving.

## Persönliches
Irving liest gerne und führt ein Tagebuch, er singt und tanzt gerne und spielt Baritonsaxophon. Sein Patenonkel ist der ehemalige NBA-Spieler Rod Strickland. Sein Cousin, Isaiah Briscoe, war ein Basketballspieler, der an der University of Kentucky spielte, bevor er sich für den NBA-Draft 2017 meldete. Irving und seine Ex-Freundin haben eine Tochter, namens Azurie Elizabeth Irving.
Im Mai 2011 versprach Irving seinem Vater, seinen Bachelor-Abschluss an der Duke University innerhalb von fünf Jahren zu machen. Nachdem er seinen Abschluss jedoch nicht erreicht hatte, erklärte er 2016, er lege seine Pläne auf Eis. 2015 brachte er seine PSD-Unterwäschekollektion auf den Markt.
Im August 2018 wurden Irving und seine ältere Schwester mit einer „Willkommen zu Hause“-Zeremonie im Standing Rock Indianerreservat geehrt, um ihre familiären Bindungen zu der Gemeinschaft zu würdigen und als Dank für Irvings Aktivismus im Namen der Wasserschützer bei den Protesten gegen die Dakota Access Pipeline. Irvings Mutter war dem Stamm bekannt, obwohl sie in jungen Jahren „adoptiert“ wurde, und auch ihre verstorbene Großmutter und ihre Urgroßeltern hatten Verbindungen zu der Reservatsgemeinschaft. Seitdem ehrt er sein Lakota-Erbe durch Spenden an den Stamm, entwirft Nike-Schuhe, die dem Volk der Lakota gewidmet sind, und verbrennt vor jedem Spiel Salbei. Im Jahr 2021 wurde seinem Antrag auf Staatsbürgerschaft stattgegeben und er wurde ein eingetragenes Mitglied des Standing Rock Sioux Tribe.
Seit der Saison 2016/17 ernährt sich Irving nach eigenen Angaben vegan, worauf er auch in einem Nike-Werbespot im Dezember 2017 hinwies.
Im April 2021 gab Irving bekannt, dass er sich zum Islam (und zu anderen Religionen) bekennt und sagte: „Was meinen Glauben und das, woran ich glaube, angeht, so bin ich Teil der muslimischen Gemeinschaft, ich bekenne mich zum Islam, und ich bekenne mich zu allen Rassen, Kulturen und Religionen, ich habe einfach Verständnis und Respekt.“ Seit 2021 fastet Irving im Ramadan.

## Film und Fernsehen
Seit 2012 drehte Pepsi eine Reihe von Kurzfilmen über eine fiktive Person, Uncle Drew, die von Kyrie Irving gespielt wurde. Uncle Drew wird in den Filmen als ein älterer Mann dargestellt, der auf Streetball-Plätzen von jungen Menschen zuerst ausgelacht wird, um sich dann als ein sehr guter Spieler herauszustellen. In weiteren Filmen spielen auch andere NBA-Basketballer mit, u. a. Nate Robinson, Kevin Love und die WNBA-Spielerin Maya Moore. 2018 erschien ein auf den Pepsi-Kurzfilmen basierender Kinofilm mit dem Titel Uncle Drew, in dem neben Irving in der Titelrolle auch Shaquille O’Neal, Nate Robinson, Reggie Miller und Lisa Leslie spielen.
Irving hatte einen Gastauftritt bei Karate-Chaoten.